# ألموند تشو
ألموند تشو هو مصور صيني، ولد في 1962 في هونغ كونغ في الصين.